# Сан Ђусто (Ливорно)
Сан Ђусто је насеље у Италији у округу Ливорно, региону Тоскана.
Према процени из 2011. у насељу је живело 61 становника. Насеље се налази на надморској висини од 51 м.